# Diputación Provincial de Valencia
La Diputación Provincial de Valencia (en valenciano y cooficialmente Diputació Provincial de València) es el órgano institucional propio de la provincia de Valencia (España) y al que corresponden diversas tareas ejecutivas y administrativas. Su principal función es dotar de infraestructuras a las 266 localidades de la provincia de Valencia.
El presidente de la Diputación Provincial de Valencia desde el 14 de julio de 2023 es Vicente José Mompó Aledo, del Partido Popular, que sustituye a Toni Gaspar, del PSPV. Elegido el 17 de julio de 2018 luego de la dimisión de Jorge Rodríguez, alcalde de Onteniente, por el supuesto caso de corrupción Alquerías.

## Historia
La Diputación de Valencia, como el resto de diputaciones, tiene su encaje inicial en la Constitución española de 1812, la conocida como La Pepa o la Constitución de Cádiz. Con unos inicios muy irregulares debido a diversos avatares políticos de la época, es en 1833, con la nueva división provincial, cuando, restablecida definitivamente, comienza realmente su trayectoria institucional. La finalidad de la Diputación era y es contribuir a mejorar la administración de los intereses comunes de la provincia (y por eso, entre otras funciones, le fueron encomendadas la conservación de carreteras, fomento de aguas, cultura, y desde 1849, con la aprobación de la ley de Beneficencia, la asistencia benéfico-sanitaria, actividad ya en desuso) y completar y complementar económicamente los recursos propios de las administraciones locales.
A partir de entonces la Diputación empezó a gestionar los intereses de establecimientos tan emblemáticos como la Casa de Misericordia, la Casa de La Beneficencia, hoy convertido en centro cultural, el Sanatorio Psiquiátrico y el Hospital General, entonces llamado provincial y hoy Consorcio Hospital General Universitario, cuyos orígenes se remontan al Hospital dels folls e ignoscents que fray Juan Gilabert Jofré creó en 1410. El Hospital General aportó patrimonialmente el Teatro Principal, ya que desde 1582 tenía en privilegio el monopolio de las representaciones teatrales y lo mismo sucedió con la Plaza de toros, cuyos beneficios económicos, generados por las corridas de toros, le fueron concedidos en 1801.
En el ámbito cultural y ya entrado el siglo XX la Diputación inició su incursión en el mundo cultural con la creación en 1927 del Servicio de Investigación Prehistórica (SIP) o en 1947 la Institución Alfonso el Magnánimo, entre otros.
Durante el franquismo, la Diputación de Valencia concedió varios reconocimientos al dictador Francisco Franco (la presidencia de honor en enero de 1944 y la Medalla de Oro de la provincia en junio de 1960) y a varias personalidades relacionadas con el régimen. Estas distinciones fueron revocadas el 18 de julio de 2016, coincidiendo con el 80.º aniversario del golpe de Estado.
En la Plaza San Vicente Ferrer se encuentra el Servicio de Gestión tributaria, el cual, presta asistencia tributaria a los ayuntamientos de la provincia de Valencia con menores recursos y que han delegado esta función en la Diputación.
La regulación de las diputaciones se encuentra en la actual Constitución Española de 1978, en la Ley 7/1985, de 2 de abril reguladora de bases de régimen local así como en el Texto Refundido 781/86, de 18 de abril, de las disposiciones legales vigentes en materia de Régimen Local. La legislación aplicable la podemos encontrar en la página web del Archivado el 21 de julio de 2009 en Wayback Machine.

## Presidentes
| Legislatura      | Partido político              | Partido político | Presidente de la Diputación | Nombramiento | Cese     |
| ---------------- | ----------------------------- | ---------------- | --------------------------- | ------------ | -------- |
| I legislatura    |                               | PSPV-PSOE        | Manuel Girona Rubio         | 1979         | 1983     |
| II legislatura   | Antoni Asunción Hernández     | PSPV-PSOE        | 1983                        | 1987         |          |
| III legislatura  | Antoni Asunción Hernández     | PSPV-PSOE        | 1987                        | 1988         |          |
| III legislatura  | Francisco José Blasco Castany | PSPV-PSOE        | 1988                        | 1991         |          |
| IV legislatura   | Clementina Ródenas Villena    | PSPV-PSOE        | 1991                        | 1995         |          |
| V legislatura    |                               | PPCV             | Manuel Tarancón Fandos      | 1995         | 1999     |
| V legislatura    | José Rafael Díez Cuquerella   | PPCV             | 1999                        | 1999         |          |
| VI legislatura   | Fernando María Giner Giner    | PPCV             | 1999                        | 2003         |          |
| VII legislatura  | Fernando María Giner Giner    | PPCV             | 2003                        | 2007         |          |
| VIII legislatura | Alfonso Rus Terol             | PPCV             | 2007                        | 2011         |          |
| IX legislatura   | Alfonso Rus Terol             | PPCV             | 2011                        | 2015         |          |
| X legislatura    |                               | PSPV-PSOE        | Jorge Rodríguez Gramage     | 2015         | 2018     |
| X legislatura    | Antoni Francesc Gaspar Ramos  | PSPV-PSOE        | 2018                        | 2019         |          |
| XI legislatura   | Antoni Francesc Gaspar Ramos  | PSPV-PSOE        | 2019                        | 2023         |          |
| XII legislatura  |                               | PPCV             | Vicente José Mompó Aledo    | 2023         | Presente |

## Composición política
La Diputación Provincial de Valencia posee 31 escaños, 13 de los cuales corresponden al Partido Popular, 12 al PSPV-PSOE, 3 a Compromís, 2 a VOX y 1 a Ens Uneix.
| Actual distribución de la Diputación tras las elecciones municipales de 2023 | Actual distribución de la Diputación tras las elecciones municipales de 2023 | Actual distribución de la Diputación tras las elecciones municipales de 2023 | Actual distribución de la Diputación tras las elecciones municipales de 2023 | Actual distribución de la Diputación tras las elecciones municipales de 2023 |
| Partido político                                                             | Votos                                                                        | %                                                                            | Diputados                                                                    |                                                                              |
| ---------------------------------------------------------------------------- | ---------------------------------------------------------------------------- | ---------------------------------------------------------------------------- | ---------------------------------------------------------------------------- | ---------------------------------------------------------------------------- |
| Partido Popular de la Comunidad Valenciana (PPCV)                            | 444.220                                                                      | 32,48%                                                                       | 13                                                                           |                                                                              |
| Partido Socialista del País Valenciano (PSPV-PSOE)                           | 400.572                                                                      | 29,29%                                                                       | 12                                                                           |                                                                              |
| Compromís: acord per guanyar (ACORD PER GUANYAR)                             | 226.148                                                                      | 16,53%                                                                       | 3                                                                            |                                                                              |
| Vox (VOX)                                                                    | 127.716                                                                      | 9,33%                                                                        | 2                                                                            |                                                                              |
| Ens Uneix (ENS UNEIX)                                                        | 11.559                                                                       | 0,84%                                                                        | 1                                                                            |                                                                              |

### Distribución de escaños por partidos judiciales
| Partido judicial |    |    |   |   |   | Diputados |
| ---------------- | -- | -- | - | - | - | --------- |
| Alcira           | 1  | 1  |   |   |   | 2         |
| Gandía           | 1  | 1  |   |   |   | 2         |
| Játiva           | 1  | 1  |   |   |   | 2         |
| Liria            | 1  | 1  |   |   |   | 2         |
| Onteniente       |    |    |   |   | 1 | 1         |
| Requena          | 1  |    |   |   |   | 1         |
| Sagunto          | 1  | 1  |   |   |   | 2         |
| Sueca            |    | 1  |   |   |   | 1         |
| Valencia         | 7  | 6  | 3 | 2 |   | 18        |
| Total            | 13 | 12 | 3 | 2 | 1 | 31        |

## Corporación provincial
| Corporación de la Diputación Provincial de Valencia (2023-2027) |                |                                 |                            |              |           |
| Grupo político                                                  | Grupo político | Diputado/a                      | Partido judicial electoral | Municipio    | Cargo     |
|                                                                 | PPCV           | Francisco Teruel Machí          | Alcira                     | Benimodo     | Alcalde   |
| Avelino Mascarell Peiró                                         | PPCV           | Gandía                          | Jaraco                     | Alcalde      |           |
| Vicente José Mompó Aledo                                        | PPCV           | Játiva                          | Gavarda                    | Alcalde      |           |
| Reme Mazzolari Tortajada                                        | PPCV           | Liria                           | Liria                      | Concejala    |           |
| Ricardo Gabaldón Gabaldón                                       | PPCV           | Requena                         | Utiel                      | Alcalde      |           |
| María Paz Carceller Llaneza                                     | PPCV           | Sagunto                         | Puzol                      | Alcaldesa    |           |
| Juan Ramón Adsuara Monlleó                                      | PPCV           | Valencia                        | Alfafar                    | Alcalde      |           |
| Amparo Folgado Tonda                                            | PPCV           | Valencia                        | Torrente                   | Alcaldesa    |           |
| Francisco Antonio Comes Monmeneu                                | PPCV           | Valencia                        | Masanasa                   | Alcalde      |           |
| Inmaculada González Martorell                                   | PPCV           | Valencia                        | Picasent                   | Concejala    |           |
| Laura Sáez Martínez                                             | PPCV           | Valencia                        | Carlet                     | Alcaldesa    |           |
| Pedro Antonio Cuesta Tobajas                                    | PPCV           | Valencia                        | Meliana                    | Concejal     |           |
| María del Rocío Gil Uncio                                       | PPCV           | Valencia                        | Valencia                   | Concejala    |           |
|                                                                 | PSPV-PSOE      | Neus Garrigues Calatayud        | Alcira                     | Puebla Larga | Alcaldesa |
| Vicent Mascarell Tarrazona                                      | PSPV-PSOE      | Gandía                          | Gandía                     | Concejal     |           |
| Roger Cerdà Boluda                                              | PSPV-PSOE      | Játiva                          | Játiva                     | Alcalde      |           |
| María Dolores Celda Lluesma                                     | PSPV-PSOE      | Liria                           | Marines                    | Alcaldesa    |           |
| Jorge Vidal Miguel                                              | PSPV-PSOE      | Sagunto                         | Sagunto                    | Concejal     |           |
| Jordi Mayor Vallet                                              | PSPV-PSOE      | Sueca                           | Cullera                    | Alcalde      |           |
| Nuria Campos Moragón                                            | PSPV-PSOE      | Valencia                        | Paterna                    | Concejala    |           |
| Carlos Fernández Bielsa                                         | PSPV-PSOE      | Valencia                        | Mislata                    | Alcalde      |           |
| Empar Folgado Ros                                               | PSPV-PSOE      | Valencia                        | Aldaya                     | Concejala    |           |
| Rafael García García                                            | PSPV-PSOE      | Valencia                        | Burjasot                   | Alcalde      |           |
| Eva Ángela Sanz Portero                                         | PSPV-PSOE      | Valencia                        | Benetúser                  | Alcaldesa    |           |
| Vicente Zaragozá Alberola                                       | PSPV-PSOE      | Valencia                        | Silla                      | Alcalde      |           |
|                                                                 | Compromís      | María dels Dolors Gimeno Valero | Valencia                   | Catarroja    | Concejala |
| Josep Antoni Riera Vicent                                       | Compromís      | Meliana                         | Valencia                   | Concejal     |           |
| Pau Andrés Anglés                                               | Compromís      | San Antonio de Benagéber        | Valencia                   | Concejal     |           |
|                                                                 | Vox            | Sergio Herrero Rosario          | Valencia                   | Rocafort     | Concejal  |
| Sergio Pastor Martínez                                          | Vox            | Manises                         | Valencia                   | Concejal     |           |
|                                                                 | Ens Uneix      | Natalia Enguix Martínez         | Onteniente                 | Onteniente   | Concejala |
| Fuente: Diputación Provincial de Valencia                       |                |                                 |                            |              |           |

## Ubicaciones
- Palacio de la Scala
- Palacio Batlia
- Teatro Principal de Valencia
- Centro Cultural la Beneficencia
- Casa de la Misericordia
- Plaza de Toros de Valencia
- Museo Taurino de Valencia
- IVAF
- Museo Valenciano de Etnología
- Servicio de Gestión Tributaria